# Taisei Miyashiro
Taisei Miyashiro (宮代 大聖?, Miyashiro Taisei; Tokyo, 26 maggio 2000) è un calciatore giapponese, attaccante del Vissel Kōbe e della nazionale giapponese.

## Caratteristiche tecniche
È un centravanti.

## Carriera

### Club
Ha giocato nella prima divisione giapponese.

### Nazionale
Nel 2017 ha partecipato ai Mondiali Under-17.
Con la nazionale Under-20 giapponese ha preso parte al campionato mondiale di categoria nel 2019.

## Statistiche

### Presenze e reti nei club
Statistiche aggiornate all'8 dicembre 2024.
| Stagione                 | Club                     | Campionato               | Campionato | Campionato | Coppe nazionali | Coppe nazionali | Coppe nazionali | Coppe continentali | Coppe continentali | Coppe continentali | Altre coppe | Altre coppe | Altre coppe | Totale | Totale |
| Stagione                 | Club                     | Comp                     | Pres       | Reti       | Comp            | Pres            | Reti            | Comp               | Pres               | Reti               | Comp        | Pres        | Reti        | Pres   | Reti   |
| ------------------------ | ------------------------ | ------------------------ | ---------- | ---------- | --------------- | --------------- | --------------- | ------------------ | ------------------ | ------------------ | ----------- | ----------- | ----------- | ------ | ------ |
| 2018                     | Kawasaki Frontale        | J1                       | 0          | 0          | CG+CdL          | 0               | 0               | ACL                | 0                  | 0                  | -           | -           | -           | 0      | 0      |
| gen.-lug. 2019           | Kawasaki Frontale        | J1                       | 0          | 0          | CG              | 0               | 0               | ACL                | 0                  | 0                  | SG          | 0           | 0           | 0      | 0      |
| lug.-dic. 2019           | Renofa Yamaguchi         | J2                       | 19         | 2          | CG              | 1               | 0               | -                  | -                  | -                  | -           | -           | -           | 20     | 2      |
| 2020                     | Kawasaki Frontale        | J1                       | 16         | 1          | CG+CdL          | 0+5             | 0+1             | -                  | -                  | -                  | -           | -           | -           | 21     | 2      |
| 2021                     | Tokushima Vortis         | J1                       | 32         | 7          | CG+CdL          | 2+2             | 0               | -                  | -                  | -                  | -           | -           | -           | 36     | 7      |
| 2022                     | Sagan Tosu               | J1                       | 22         | 8          | CG+CdL          | 2+2             | 2+0             | -                  | -                  | -                  | -           | -           | -           | 26     | 10     |
| 2023                     | Kawasaki Frontale        | J1                       | 30         | 8          | CG+CdL          | 5+5             | 2+1             | ACL                | 5                  | 1                  | -           | -           | -           | 45     | 12     |
| Totale Kawasaki Frontale | Totale Kawasaki Frontale | Totale Kawasaki Frontale | 46         | 9          |                 | 15              | 4               |                    | 5                  | 1                  |             | 0           | 0           | 66     | 14     |
| 2024                     | Vissel Kōbe              | J1                       | 32         | 11         | CG+CdL          | 5+2             | 3+0             | ACL                | 6                  | 4                  | SG          | 1           | 0           | 46     | 18     |
| Totale carriera          | Totale carriera          | Totale carriera          | 151        | 37         |                 | 31              | 9               |                    | 11                 | 5                  |             | 1           | 0           | 194    | 51     |

### Cronologia presenze e reti in nazionale
| Cronologia completa delle presenze e delle reti in nazionale ― Giappone | Cronologia completa delle presenze e delle reti in nazionale ― Giappone | Cronologia completa delle presenze e delle reti in nazionale ― Giappone | Cronologia completa delle presenze e delle reti in nazionale ― Giappone | Cronologia completa delle presenze e delle reti in nazionale ― Giappone | Cronologia completa delle presenze e delle reti in nazionale ― Giappone | Cronologia completa delle presenze e delle reti in nazionale ― Giappone | Cronologia completa delle presenze e delle reti in nazionale ― Giappone |
| Data                                                                    | Città                                                                   | In casa                                                                 | Risultato                                                               | Ospiti                                                                  | Competizione                                                            | Reti                                                                    | Note                                                                    |
| ----------------------------------------------------------------------- | ----------------------------------------------------------------------- | ----------------------------------------------------------------------- | ----------------------------------------------------------------------- | ----------------------------------------------------------------------- | ----------------------------------------------------------------------- | ----------------------------------------------------------------------- | ----------------------------------------------------------------------- |
| 8-7-2025                                                                | Yongin                                                                  | Giappone                                                                | 6 – 1                                                                   | Hong Kong                                                               | Coppa dell'Asia orientale 2025                                          | -                                                                       | 77’                                                                     |
| 15-7-2025                                                               | Yongin                                                                  | Corea del Sud                                                           | 0 – 1                                                                   | Giappone                                                                | Coppa dell'Asia orientale 2025                                          | -                                                                       | 66’                                                                     |
| Totale                                                                  |                                                                         | Presenze                                                                | 2                                                                       |                                                                         | Reti                                                                    | 0                                                                       |                                                                         |

| Cronologia completa delle presenze e delle reti in nazionale ― Giappone under 20 | Cronologia completa delle presenze e delle reti in nazionale ― Giappone under 20 | Cronologia completa delle presenze e delle reti in nazionale ― Giappone under 20 | Cronologia completa delle presenze e delle reti in nazionale ― Giappone under 20 | Cronologia completa delle presenze e delle reti in nazionale ― Giappone under 20 | Cronologia completa delle presenze e delle reti in nazionale ― Giappone under 20 | Cronologia completa delle presenze e delle reti in nazionale ― Giappone under 20 | Cronologia completa delle presenze e delle reti in nazionale ― Giappone under 20 |
| Data                                                                             | Città                                                                            | In casa                                                                          | Risultato                                                                        | Ospiti                                                                           | Competizione                                                                     | Reti                                                                             | Note                                                                             |
| -------------------------------------------------------------------------------- | -------------------------------------------------------------------------------- | -------------------------------------------------------------------------------- | -------------------------------------------------------------------------------- | -------------------------------------------------------------------------------- | -------------------------------------------------------------------------------- | -------------------------------------------------------------------------------- | -------------------------------------------------------------------------------- |
| 2-2-2018                                                                         | Maspalomas                                                                       | Spagna under 20                                                                  | 2 – 0                                                                            | Giappone under 20                                                                | Amichevole                                                                       | -                                                                                |                                                                                  |
| 25-3-2018                                                                        | Giacarta                                                                         | Indonesia under 20                                                               | 1 – 4                                                                            | Giappone under 20                                                                | Amichevole                                                                       | 2                                                                                | 63’                                                                              |
| 15-6-2018                                                                        | Lisbona                                                                          | Portogallo under 20                                                              | 0 – 1                                                                            | Giappone under 20                                                                | Amichevole                                                                       | -                                                                                | 66’                                                                              |
| 17-6-2018                                                                        | Lisbona                                                                          | Norvegia under 20                                                                | 2 – 1                                                                            | Giappone under 20                                                                | Amichevole                                                                       | -                                                                                | 46’                                                                              |
| 16-8-2018                                                                        | Fujieda                                                                          | Giappone under 20                                                                | 1 – 0                                                                            | Australia under 20                                                               | Amichevole                                                                       | 1                                                                                | 69’                                                                              |
| 19-8-2018                                                                        | Shizuoka                                                                         | Giappone under 20                                                                | 1 – 2                                                                            | Paraguay under 20                                                                | Amichevole                                                                       | 1                                                                                | cap.                                                                             |
| 3-9-2018                                                                         | Narashino                                                                        | Giappone under 20                                                                | 2 – 0                                                                            | Vietnam under 20                                                                 | Amichevole                                                                       | -                                                                                | 85’                                                                              |
| 7-9-2018                                                                         | Città del Messico                                                                | Messico under 20                                                                 | 1 – 1                                                                            | Giappone under 20                                                                | Amichevole                                                                       | -                                                                                | 46’                                                                              |
| 9-9-2018                                                                         | Città del Messico                                                                | Brasile under 20                                                                 | 1 – 1                                                                            | Giappone under 20                                                                | Amichevole                                                                       | -                                                                                | 67’                                                                              |
| 19-10-2018                                                                       | Cibinong                                                                         | Giappone under 20                                                                | 5 – 2                                                                            | Corea del Nord under 20                                                          | Coppa d'Asia AFC Under-19 2018                                                   | 1                                                                                | 63’                                                                              |
| 22-10-2018                                                                       | Cibinong                                                                         | Thailandia under 20                                                              | 1 – 3                                                                            | Giappone under 20                                                                | Coppa d'Asia AFC Under-19 2018                                                   | 2                                                                                |                                                                                  |
| 28-10-2018                                                                       | Giacarta                                                                         | Giappone under 20                                                                | 2 – 0                                                                            | Indonesia under 20                                                               | Coppa d'Asia AFC Under-19 2018                                                   | 1                                                                                |                                                                                  |
| 1-11-2018                                                                        | Cibinong                                                                         | Giappone under 20                                                                | 0 – 2                                                                            | Arabia Saudita under 20                                                          | Coppa d'Asia AFC Under-19 2018                                                   | -                                                                                | 46’                                                                              |
| 21-3-2019                                                                        | Łódź                                                                             | Polonia under 20                                                                 | 4 – 1                                                                            | Giappone under 20                                                                | Amichevole                                                                       | -                                                                                | 32’                                                                              |
| 23-3-2019                                                                        | San Pedro del Pinatar                                                            | Argentina under 20                                                               | 1 – 0                                                                            | Giappone under 20                                                                | Amichevole                                                                       | -                                                                                | 69’                                                                              |
| 25-3-2019                                                                        | San Pedro del Pinatar                                                            | Stati Uniti under 20                                                             | 2 – 1                                                                            | Giappone under 20                                                                | Amichevole                                                                       | -                                                                                | 75’                                                                              |
| 23-5-2019                                                                        | Bydgoszcz                                                                        | Giappone under 20                                                                | 1 – 1                                                                            | Ecuador under 20                                                                 | Mondiali Under-20 2019 - 1º turno                                                | -                                                                                | 46’                                                                              |
| 26-5-2019                                                                        | Gdynia                                                                           | Messico under 20                                                                 | 0 – 3                                                                            | Giappone under 20                                                                | Mondiali Under-20 2019 - 1º turno                                                | 2                                                                                | 72’ 87’                                                                          |
| 4-6-2019                                                                         | Lublino                                                                          | Giappone under 20                                                                | 0 – 1                                                                            | Corea del Sud under 20                                                           | Mondiali Under-20 2019 - Ottavi di finale                                        | -                                                                                |                                                                                  |
| Totale                                                                           |                                                                                  | Presenze                                                                         | 19                                                                               |                                                                                  | Reti                                                                             | 10                                                                               |                                                                                  |

## Palmarès

### Club

#### Competizioni nazionali
- Campionato giapponese: 3

Kawasaki Frontale: 2018, 2020
Vissel Kōbe: 2024
- Supercoppa del Giappone: 1

Kawasaki Frontale: 2019
- Coppa dell'Imperatore: 3

Kawasaki Frontale: 2020, 2023
Vissel Kōbe: 2024